# Список вулиць Львова (Я)
Список усіх вулиць Львова, що починаються на літеру Я.
У списку вулиці подані за алфавітом. Назви вулиць на честь людей відсортовані за прізвищем і подаються у форматі Прізвище Ім'я і/або Посада. Якщо вулиця названа за цілісним псевдонімом або прізвиськом, то сортування відбувається за першої літерою псевдоніма або імені, тобто Лесі Українки — на літеру Л, Марка Вовчка, Марка Черемшини — на М, Олени Пчілки — на О, Панаса Мирного — на П, Янки Купали — на Я тощо.
Курсивом позначені зниклі вулиці.
Колір фону у списку залежить від типу урбаноніма.
| Назва                     | Тип    | Колишні назви                                                                                    | Район          | Місцевість           | Рік затв. | Джерела          |
| ------------------------- | ------ | ------------------------------------------------------------------------------------------------ | -------------- | -------------------- | --------- | ---------------- |
| Яблонської Софії          | вулиця | Панєнська (Юнгфернґассе), Заводська                                                              | Шевченківський | Підзамче             | 2022      | ВЛ, ПСВЛ, ВП, Л  |
| Яблунева                  | вулиця | Жечна (Клепарів); Креховєцкєґо, Креховецького                                                    | Шевченківський | Голоско              | 1950      | ПСВЛ, ВП, Л      |
| Яворівська                | вулиця | Влосьцяньска, Липаґассе, Влосцянська                                                             | Шевченківський | Клепарів             | 1950      | ПСВЛ, ВП, Л      |
| Яворницького Дмитра       | вулиця | Любінська бічна, Електрична, Маршала Тимошенка                                                   | Залізничний    | Сигнівка             | 1991      | ПСВЛ, ІВЛ, ВП, Л |
| Яловець                   | вулиця |                                                                                                  | Личаківський   | Ялівець              | 1899      | ПСВЛ, ВП, Л      |
| Ялтинська                 | вулиця |                                                                                                  | Личаківський   | Професорська колонія | 1945      | ПСВЛ, ВП, Л      |
| Янева Володимира          | вулиця | Дроґа до закладу в Кульпарковє, Закладова (част.); Артема (част.)                                | Франківський   | Кульпарків           | 1993      | ПСВЛ, ІВЛ, ВП, Л |
| Янки Купали               | вулиця | Кшива (Замарстинів); Загоровскєґо, Сохацкєґо, Загоровського, Сохацького, Арсо Іовановича, Мишуги | Шевченківський | Замарстинів          | 1993      | ПСВЛ, ІВЛ, ВП, Л |
| Яновського Юрія           | вулиця | Словацького (Рясне)                                                                              | Шевченківський | Рясне                | 1988      | ПСВЛ, ІВЛ, ВП, Л |
| Януша Богдана             | вулиця | Бойова                                                                                           | Шевченківський | Підзамче             | 1993      | ПСВЛ, ІВЛ, ВП, Л |
| Японська                  | вулиця | Японьска, Блюхерґассе, Хасанська                                                                 | Франківський   | Новий Світ           | 1993      | ПСВЛ, ВП, Л      |
| Яреми Якима               | вулиця | Гайдара бічна                                                                                    | Франківський   | Вулька               | 1992      | ПСВЛ, ІВЛ, ВП, Л |
| Яреми Димитрія, патріарха | вулиця | Ґофмана, Гофманнґассе, Гофмана, Чехова                                                           | Личаківський   | Личаків              | 2022      | ПСВЛ, ІВЛ, ВП, Л |
| Яричівська                | вулиця | Яричовска, Яричоверґассе                                                                         | Личаківський   | Кривчиці             | 1944      | ПСВЛ, ВП, Л      |
| Ярова                     | вулиця | Вонвозова, Грушевскійґассе                                                                       | Личаківський   | Ялівець              | 1946      | ПСВЛ, ВП, Л      |
| Ярослава Мудрого          | вулиця | Ґрудецко-Яновска, Бема, Мердерерштрассе                                                          | Залізничний    | Привокзальна         | 1946      | ПСВЛ, ІВЛ, ВП, Л |
| Ярославенка Ярослава      | вулиця | Тімірязєва верхня, Франка бічна                                                                  | Галицький      | Софіївка             | 1959      | ПСВЛ, ІВЛ, ВП, Л |
| Ярошинської Євгенії       | вулиця | Радгоспна                                                                                        | Личаківський   | Пасіки               | 1991      | ПСВЛ, ІВЛ, ВП, Л |
| Ясна                      | вулиця | На Блонє бочна, Сковородаґассе                                                                   | Шевченківський | Клепарів             | 1944      | ПСВЛ, ВП, Л      |
| Яцкова Михайла            | вулиця | Злота бочна, Стокова, Тарнавскийґассе, Єгорова                                                   | Шевченківський | Клепарів             | 1991      | ПСВЛ, ІВЛ, ВП, Л |